# Marie-Hélène Crombé-Berton
Marie-Hélène Crombé-Berton, née à Frameries le 18 juillet 1960 est une femme politique belge francophone, membre du MR.
Elle est licenciée en droit (UCL) et licenciée en droit fiscal (ULB). Elle est juriste fiscaliste.

## Fonctions politiques
- 1996-2003 : secrétaire générale adjointe du Conseil économique et social de la Région wallonne
- 1999-2003 : présidente du conseil d'administration de la RTBF
- Depuis 2001 : conseillère communale à Tournai
- 2003-2004 : sénatrice cooptée
- Depuis le 1er juillet 2004 : sénatrice élue directe